# Programa Global de Vulcanismo

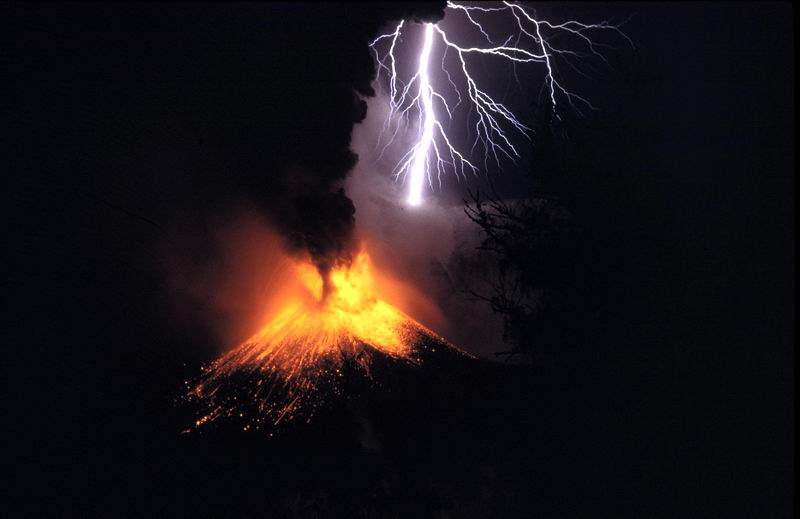
1995 erupção do Monte Rinjani na Indonésia.

O Programa Global de Vulcanismo, Global Volcanism Program (GVP)  do Smithsonian Institution documentos de vulcões da Terra é e sua história eruptiva nos últimos 10.000 anos. O GVP informa sobre erupções atuais de todo o mundo, bem como a manutenção de um repositório de dados sobre vulcões ativos e suas erupções. Desta forma, um contexto global para o ativo vulcanismo do planeta é apresentado. Relatórios do Smithsonian sobre a atividade vulcânica atual remonta a 1968, com a Centro de fenômenos de curta duração (CSLP). O GVP está alojado no Departamento de Ciências minerais, parte do Museu Nacional de História Natural na National Mall em Washington, DC
Durante os primeiros estágios de uma erupção, o GVP age como uma câmara de compensação de relatórios, dados e imagens que são acumuladas a partir de uma rede global de colaboradores. O fluxo inicial de informação é gerida de tal forma que as pessoas certas, bem como contactados estão ajudando a resolver aspectos vagos e contraditórios que surgem durante o início normalmente dias de uma erupção.
O Relatório de Atividade Vulcânica Semanal é um projeto cooperativo entre o Programa Global de Vulcanismo do Smithsonian e o Volcano Hazards Program do United States Geological Survey. Notícias de atividade vulcânica publicadas no relatório do sítio são preliminares e sujeitas a alterações, como eventos são estudados em mais detalhes. Relatórios detalhados sobre vários vulcões são publicados mensalmente na Bulletin of the Global Volcanism Network
O GVP também documenta os últimos 10.000 anos de vulcanismo da Terra. A atividade histórica pode orientar perspectivas sobre possíveis eventos futuros e em vulcões que mostram uma atividade. A bases de dados do GVP de vulcão e erupção constituem uma base para todas as declarações estatísticas relativas locais, frequências e magnitudes de erupções vulcânicas da Terra durante os últimos 10.000 anos.
Duas edições de Vulcões do Mundo, um diretório regional, ... (1981) e (1994) Foram baseadas nos dados e interpretações GVP publicado.